# 커밍 아웃 (1989년 영화)
커밍 아웃(Coming Out)은 독일(구 동독)에서 제작된 하이너 카로프 감독의 1989년 영화이다. 마티아스 프레이호프 등이 주연으로 출연하였다.

## 출연

### 주연
- 마티아스 프레이호프

### 조연
- 마이클 귀스덱
- 다그마 만첼
- 발프리에데 슈미트